# Geophis rhodogaster
Espèce
Synonymes
- Colophrys rhodogaster Cope, 1868

Statut de conservation UICN

 LC  : Préoccupation mineure
Geophis rhodogaster  est une espèce de serpents de la famille des Dipsadidae.

## Répartition
Cette espèce se rencontre entre 1 500 et 2 744 m d'altitude :
- au Mexique au Chiapas et au Yucatán ;
- au Guatemala ;
- au Salvador ;
- au Honduras.

## Publication originale
- Cope, 1868 : An examination of the Reptilia and Batrachia obtained by the Orton Expedition to Equador and the Upper Amazon, with notes on other species. Proceedings of the Academy of Natural Sciences of Philadelphia, vol. 20, p. 96-140 (texte intégral).